# Carelia (provincie istorică a Finlandei)

Stema Careliei, utilizată pentru prima data în 1562.

Carelia Finlandeză istorică (teritoriul din Finlanda contemporană este evidențiat cu albastru închis, teritoriul din Federația Rusă este evidențiat cu albastru deschis).

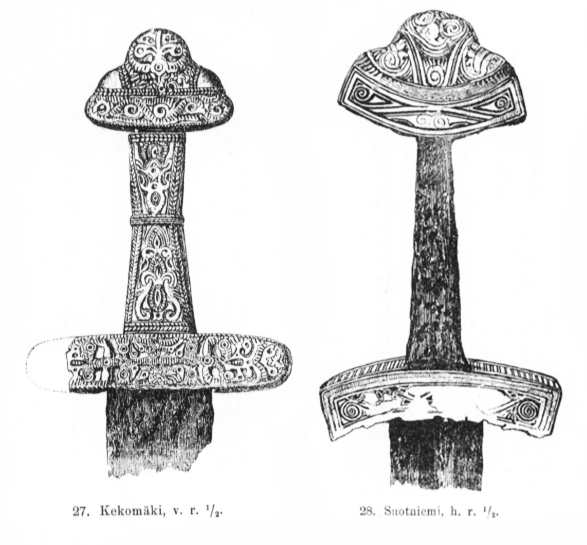
Desen al unor mânere de săbii de bronz careliene datând din Epoca Fierului, descoperite în. Desenul au fost făcute de Theodor Schwindt în 1893

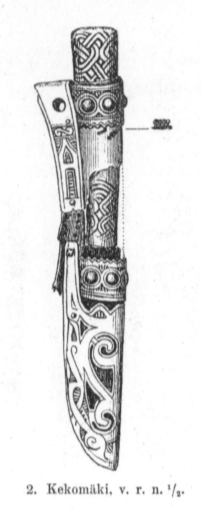
Desen al unui cuțit carelian cu teacă, datând din Epoca Fierului, descoperit în Käkisalmi. Desenul au fost făcute de Theodor Schwindt în 1893

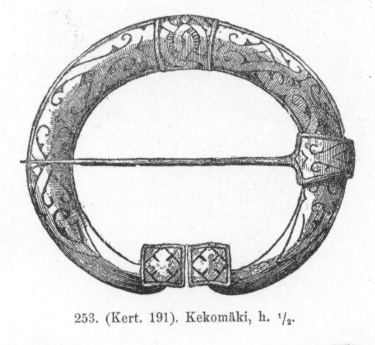
Desen al unei broșe inelare, datând din Epoca Fierului, descoperit în Käkisalmi. Desenul au fost făcute de Theodor Schwindt în 1893.

Carelia (în finlandeză: Karjala, suedeză: Karelen, rusă: Карелия) a fost o provincie a Finlandei, pe care aceasta a cedat-o parțial Uniunii Sovietice după încheierea Războiului de Iarnă din 1939–1940. Din rândul populației careliene finlandeze fac parte locuitorii actuali ai Careliei de Nord și de Sud, precum și evacuații din teritoriile cedate, care mai supraviețuiesc în zilele noastre. Careleia Finlandeză este locuită în prezent de 315.000 de oameni. Peste 400.000 de evacuați din teritoriile cedate au fost instalați în diferite părți ale Finlandei. 
Din punct de vedere istoric, Carelia Finlandeză a fost supusă influenției culturale, religioase și politice occidentale și a fost separată de Carelia Răsăriteană, care a fost dominată de Republica Novgorodului și a statelor sale succesoare din Evul Mediu până în prezent. 

## Istoric
Primele urme ale așezărilor umane în Karelia sunt din perioada mezolitică. Cea mai veche descoperire din zonă este plasa Antrea, veche de peste 9.000 de ani, care este o plasă de pescuit din fibre de coajă de salcie. Numărul de descoperiri din zonă este scade spre sfârșitul Epocii de Piatră. Descoperirile arheologice care au putut fi datate între anii 400–800 sunt relativ rare. Începând cu perioada Merovingian, în Carelia pot fi distinse semne ale influenței vest-Careliene, care au fost interpretate ca fiind cel puțin parțial un rezultat al colonizării regiunii.
În Carelia au fost descoperite cel puțin 50 de situri din timpul Epocii Fierului și 40 de colinde fortificate. Colinele fortificate au fost ridicate între anii 1.100 și 1323, după cum o dovedesc cercetările arheologice și istorice.
Descoperirile arheologice ale așa-numitei „Culturi careliene” includ topoare, broșe și unele obiecte ornamentale au fost datate între anii 1000–1400.
Râul Kymijoki⁠(d) a format granița naturală dintre sferele culturale occidentale și răsăriteană, cel puțin de la începutul Epocii Bronzului și se consideră că acest râu a separat populațiile finlandezii Häme și carelieni de-a lungul Evului Mediu. Râul Kymijoki a devenit în secolele al XV-lea și al XVI-lea o graniță „oficială” dintre finlandezii Häme și carelieni, cu localitatea Naulasaari (parte acum a municipalității Mäntyharju) servind ca loc de întâlnire a frontierelor dintre finlandezii Häme, savonieni și carelieni.
În secolele al XII-lea și al XIII-lea, carelienii au luptat împotriva suedezilor și a unor triburi finice din vestul Finlandei. Cronicele ruse îi amintesc pe carelieni ca aliați ai Novgorodului. Înregistrările istorice descriu două acțiuni militare ale carelienilor: Jefuirea orașului Sigtuna din Suedia din 1187 și expediția din 1257. Atacurile carelienilor l-a determinat pe Papa Alexandru al IV-lea să convoace o cruciadă împotriva carelienilor la cererea lui Valdemar, regele Suediei. Cruciada a III-a Suedeză, aflată sub conducerea mareșalului Torgils Knutsson⁠(d), a avut loc între anii 1293 – 1295. În urma cruciadei, părțile vestice ale Careliei au trecut sub controlul suedezilor și a fost începută construcția pe ruinele unui fort carelian a castelului Viipuri. Conform Cronicii lui Eric, suedezii au cucerit în timpul cruciadei 14 regiuni administrative („sute”, „sotnii”) careliene.
Ostilitățile dintre Republica Novgorodului și Regatul Suediei au continuat în 1300, când o armată suedeză a atacat regiunea de la vărsare a râului Neva și a construit un fort în apropierea a ceea ce este azi orașul Sankt Petersburg. Fortul a fost distrus în anul următor de către armata Novgorodului. Luptele cu rezultat nedecis din 1321 și 1322 au dus la negocieri și pace și semnarea Tratatului de la Nöteborg, prin prevederile căruia au fost decise pentru prima dată granița dintre Suedia și Novgorod. Suedia a primit teritoriul din vecinătatea orașului Viipuri, partea apuseană a Istmului Careliei și Carelia de Sud, iar Novgorodul a primit estul Ismului Careliei, Ingria, regiunea careliană a Lacului Ladoga, Carelia de Nord și Carelia Răsăriteană . 
În 1617, suedezii au cucerit de la Rusia regiunea Kexholms⁠(d) (estul Istmului Carelia, Carelia de Nord și regiunea Lacului Ladoga). In 1634 Savonia și vechea Carelie suedeză au fost incorporate în comitatul Viborg și Nyslott. După semnarea Tratatului de la Nystad din 1721, părțile răsăritene ale comitatelor Viborg și Nyslott și Kexholm au fost cedate Rusiei. Restul teritoriului acestor comitate au fost incorporate în comitatele Kymmenegård și Nyslott County. Mai târziu, în 1743, după semnarea Tratatului de la Åbo, partea sudică a acestui comitat a fost cedată Rusiei. După cucerirea ultimelor teritorii finlandeze, acestea au fost unite cu Marele Ducat al Finlandei printr-un gest de bunăvoință. 
O bună parte a Careliei Finlandeze a fost cedată de Finlanda Uniunii Sovieitce în 1940 la încheierea Războiului de Iarnă, iar noua frontieră a fost stabilită în aproximativ pe traseului graniței din 1721. În timpul Războiului de Continuare, o bună parte a teritoriilor cedate au fost eliberate de trupele finlandeze, dar, în 1944, regiunea a fost recucerită de Armata Roșie. După război, ceea ce mai rămăsese din Provincia Viipuri a devenit parte a Provinciei Kymi, pentru ca întreaga regiune să fie incorporată în Finlanda de Sud.
Carelia Apuseană, încă de pe când era una dintre provinciile Suediei, se deosebea din punct de vedere religios și politic de Carelia Răsăriteană, care se aflau sub influența Bisericii Ortodoxe Ruse. După prăbușirea Uniunii Sovietice, dezbaterile legate de retrocedarea Careliei, care fuseseră trecute sub tăcere în perioada postbelică, au revenit în spațiul public . 

## Regiunile Careliei Finlandeze
Regiunile istorice importante din Carelia Finlandeză au fost:
- Provincia Viipuri (1812–1945)
- Kymenlaakso (1917–)
- Carelia de Sud (1917–)
- Carelia de Nord (1917–)

## Locuitorii
Locuitorii provinciilor careliene care au aparținut Finlandei de-a lungul istoriei sunt cunoscuți cu numele de „carelieni”. Același nume este folosit și pentru un grup etnic strâns înrudit cu finlandezii, dar distinct, care trăiește mai ales în Carelia Răsăriteană, în trecut în unele dintre teritoriile cedate de Finlanda Uniunii Sovietice în 1944. Carelienii finlandezi îi includ în zilele noastre pe locuitorii din Carelia de Nord, Carelia de Sud și pe evacuații din teritoriile cedate Uniunii Sovietice și pe urmașii acestora. Carelia Finlandeză are în prezent 315.000 de locuitori. Peste 400.000 de evacuați din teritoriile cedate au fost relocați în diferite regiuni ale Finlandei. Strămutarea carelianilor finlandezi în 1940-1944, ca urmare a Războiului de Iarnă și a Războiului de Continuare, conform statisticilor oficiale finlandeze, a vizat un număr total de 415.000 de evacuați din teritoriile cedate Uniunii Sovietice, în timp ce 5.000 de careliani finlandezi au rămas pe teritoriul controlat sovietic
Carelienii finlandezi sunt considerat un sub-grup regional și cultural al finlandezilor. Ei vorbesc dialectele răsăritene și sud-estice ale limbii finlandeze. Carelianii finlandezi îi includ și pe oameni născuți în Carelia Răsăriteană sau care sunt urmașii acestora, dar care au fost asimilați etnic și lingvistic în grupul mai mare al finlandezilor, cu care sunt înrudiți, alături de care au trăit după strămutarea din teritoriile cedate Uniunii Sovietice. Deși majoritatea carelienilor finlandezi sunt de religie luterană, mulți dintre cei care au rădăcini est-careliene, în special dintre cei care locuiesc acum în Carelia de Nord, au rămas ortodocși. 

## Cultura
Cultura tradițională a „Ladoga-Carelia”, sau Carelia finlandeză, conform granițelor de dinainte de Războiul de Iarnă, a fost în mare parte similară cu cea din Carelia de Răsărit, sau Carelia Rusă.
Dialectul vorbit în regiunea Carelia de Sud a Finlandei face parte din grupul dialectelor de sud-est ale limbii finlandeze. Dialectul vorbit în Istmul Carelia înainte de al Doilea Război Mondial și limba ingrian fac, de asemenea, parte din acest grup de dialecte. Limba careliană, vorbită în Carelia de Est, este foarte strâns înrudită cu limba finlandeză. Dialectul care este vorbit în Carelia de Nord este considerat a fi unul dintre dialectele savoniene.

## Personalități careliene
- Martti Ahtisaari, născut în Viipuri, este un fost președinte al Finlandei,  de diplomat și mediator ONU, laureat al Premiul Nobel pentru Pace în 2008.
- Lauri Törni, născut în Viipuri, a fost un militar de carieră, care a luptat în Războiul de Iarnă și Războiul de Continuare și a fost decorat cu Crucea Mannerheim. Și-a continuat cariera militară în Waffen-SS (Batalionul de voluntari finlandezi) și Forțele Armate Speciale ale SUA.